# Beta Camelopardalis
Beta Camelopardalis (β Cam / 10 Camelopardalis / HD 31910) es la estrella más brillante de la constelación de Camelopardalis —la jirafa— con magnitud aparente +4,03. De acuerdo a su paralaje (3,74 milisegundos de arco), se encuentra a 870 años luz de distancia del sistema solar.

## Características
Beta Camelopardalis es una supergigante amarilla de tipo espectral G1Ib-II con una temperatura superficial de 5300 K.
Su luminosidad es 3300 veces mayor que la del Sol y su radio es unas 65 veces más grande que el radio solar. Con una masa aproximada de 7 masas solares, tiene una edad de sólo 40 millones de años.
Presenta una metalicidad algo menor que la del Sol ([Fe/H] = -0,04).
En transición desde la secuencia principal hacia gigante roja, Beta Camelopardalis, por temperatura y luminosidad, se encuentra en una zona del diagrama de Hertzsprung-Russell donde las estrellas se tornan inestables y fluctúan en su brillo, formando el grupo de las cefeidas.
Sin embargo, al igual que algún otro ejemplo como Alwaid (β Draconis), Beta Camelopardalis no es variable, sin que se sepa cuál es el motivo de su no variabilidad.

## Compañera estelar
A 83 segundos de arco de Beta Camelopardalis, existe una estrella acompañante que es a su vez una estrella doble, de la que poco se sabe salvo que la componente principal es de tipo A5. Distante al menos 25.000 UA, emplea más de un millón de años en completar una órbita alrededor de la estrella supergigante.